# Campeonato Gaúcho de Futebol de 1968 - Série A
O Campeonato Gaúcho de Futebol de 1968, foi a 48ª edição da competição no Estado do Rio Grande do Sul. No campeonato deste ano ocorreram algumas mudanças: houve um aumento no número de clubes de doze para dezoito, alteração na fórmula de disputa, ao invés de pontos corridos os times foram dividos na primeira fase em dois grupos de nove e a fase final em um octogonal. A competição teve seu início em 24 de fevereiro e seu término em 28 de julho de 1968. O campeão deste ano foi o Grêmio, marcando a 12a conquista (sétima consecutiva) em 13 anos de disputas (1956-1968).

## Participantes
| - Aimoré (São Leopoldo)8ª - São José** (Porto Alegre)3ª - Brasil (Pelotas)18ª - Cruzeiro*** (Porto Alegre)7ª - Farroupilha (Pelotas)12ª - Caxias* (Caxias do Sul)7ª - Gaúcho (Passo Fundo)4ª - Grêmio (Porto Alegre)26ª - Guarany (Bagé)18ª Rebaixado | - Internacional (Porto Alegre)24ª - Juventude (Caxias do Sul)10ª - Novo Hamburgo (Novo Hamburgo)25ª - Pelotas (Pelotas)16ª - Rio Grande (Rio Grande)9ª - Rio-Grandense (Rio Grande)11ª Rebaixado - Santa Cruz (Santa Cruz do Sul)4ª - São Paulo (Rio Grande)2ª - Ypiranga (Erechim)1ª |

* O Caxias disputou a competição com o nome Flamengo.

 ** O São José, disputou a competição com o nome Barroso-São José.
*** O Cruzeiro joga atualmente em Cachoeirinha.

## Octogonal Final
- Classificação Final

1º Grêmio 22
2º Internacional 18
3º Cruzeiro-RS 15
4º Brasil-RS 12
5º Juventude 12
6º Santa Cruz-RS 12
7º Pelotas 11
8º Gaúcho 10

## Campeão
| Campeonato Gaúcho de Futebol 1968             |
| --------------------------------------------- |
| Grêmio Foot-Ball Porto Alegrense (19º título) |

## Artilheiro
- 12 gols: Alcindo (Grêmio)

## Segunda Divisão
Campeões: Internacional (Santa Maria) e 14 de Julho (Passo Fundo)
Nota: O campeonato da segunda divisão era disputado em duas regiões separadas, como não havia final o melhor colocado de cada região era declarado campeão.

## Terceira Divisão
Campeão:Esporte Clube Igrejinha
2º lugar:Elite Clube Desportivo